# Ottawa Macdonald–Cartier nemzetközi repülőtér
Az Ottawa Macdonald–Cartier nemzetközi repülőtér (IATA: YOW, ICAO: CYOW) Kanada egyik nemzetközi repülőtere, amely Ottawa közelében található. Éves utasforgalma 2 992 334 fő (2022).

## Futópályák
A repülőtér futópályái:
- 04/22 (1006 m, 23 m, aszfalt)
- 07/25 (2438 m, 60 m, aszfalt)
- 14/32 (3050 m, 60 m, aszfalt)

## Forgalom
Az utasforgalom az elmúlt években az alábbi módon változott:
| Utasok száma | 2 857 838 | 3 211 607 | 3 216 886 | 3 735 433 | 4 339 225 | 4 473 894 | 4 578 591 | 4 743 091 | 4 969 890 | 2 992 334 |
|              | 1996      | 1999      | 2002      | 2005      | 2008      | 2010      | 2013      | 2016      | 2019      | 2022      |